# Карр, Джозеф Уильям Коминс
Джозеф Уильям Коминс Карр (англ. Joseph William Comyns Carr; 1 марта 1849 — 12 декабря 1916) — английский искусствовед.
Окончил юридический факультет Лондонского университета, однако почти не практиковал, сразу занявшись театральной, а затем художественной критикой. Сотрудничал в английских газетах «Echo», «Saturday Review», «Examiner», «Manchester Guardian» и др. C 1873 года заведовал отделом искусства в «Pall Mall Gazette», в 1875 году стал соредактором журнала «L’Art». В дальнейшем Карр стал значительной фигурой среди лондонских галеристов, руководя в качестве куратора сперва галереей «Гросвенор», а с 1888 года конкурировавшей с ней Новой галереей на Риджент-стрит.
Среди книг Карра — как обзорные сочинения: «Рисунки старых мастеров» (англ. «Drawings by the old masters»; 1878 год), «Искусство французской провинции» (англ. «Art in Provincial France»; 1883 год) и т. п., — так и монографии, посвящённые творчеству Эдуарда Бёрн-Джонса, Фредерика Уокера и других художников.
Карру принадлежат также пьесы, в том числе инсценировка романа Ч.Диккенса «Оливер Твист», драмы «A Fireside Hamlet», «A United Pair» и др., из которых наибольшим успехом пользовался написанный по мотивам Мэлори и Теннисона «Король Артур», поставленный в 1895 году.